# لاميون كبير الأسنان
لاميون كبير الأسنان (الاسم العلمي:Lamium macrodon) هو نوع من النباتات يتبع جنس اللاميون من الفصيلة الشفوية.